# Industry (Illinois)
Industry – wieś w Stanach Zjednoczonych, w stanie Illinois, w hrabstwie McDonough.